# 清塞州
清塞州，中国古代的州。
唐朝以党项部落置，初在今四川省阿坝藏族自治州东北部一带；后地入吐蕃，侨治灵州（州治回乐县，今宁夏回族自治区灵武市西南）界。旋废。